# Раггакор
Раггако́р (англ. Raggacore) — экспериментальный жанр электронной музыки, представленный как более быстрый современный рагга-джангл с рэгги басом и характерной рагга-читкой. Но важно помнить, что чётко охарактеризовать это направление возможным не представляется.
По сравнению с рагга джанглом раггакор жестче и быстрее. В этой музыке куда больше эксперимента, нежели простое сочетание рагга и брейкбит. Также часто используются эффекты искажения звука, а ударная партия не повторяется от композиции к композиции. Так получилось, потому что для фанатов брейккора, дэнсхолл и рагга джангл были жанрами непомерно монотонными и неоправданно перенасыщенными повторениями. Ситуация поменялась в недавнее время с появлением рагга джангла новой школы. Это течение очень хорошо развито в Северной Америке, и новая школа куда более горячая, чем рагга джангл из середины 1990-х, пришедший к нам из глубин Великобритании.
Есть одно принципиальное отличие подавляющего большинства раггакора от брейккор композиций. Танцевальность раггакор треков ставится на первое место, а эксперименты и аутентика звучания на второе. Добавки из индустриальных звуков и шумов могут быть интригующими, качающими и сексуальными, но они также жутко наскучивают по прослушивании пары-тройки лениво сделанных композиций. Бит всегда был и будет более танцевальной составляющей нежели шум. Поэтому все-таки в отличие от брейккора тут эксперименты делаются более осторожно, чтобы не нарушить танцевальность.